# Dave Charlton
Dave Charlton, južnoafriški dirkač Formule 1, * 27. oktober 1936, Brotton, Yorkshire, Anglija, Združeno kraljestvo, † 24. februar 2013, Johannesburg, Južna Afrika.

## Življenjepis
Je kar petkratni zaporedni prvak prvenstva Južnoafriške Formule 1, naslove je osvojil med sezonama 1970 in 1974. V Formuli 1 je večinoma nastopal na domači dirki za Veliko nagrado Južne Afrike. Debitiral je na dirki za Veliko nagrado Južne Afrike 1965, kjer se mu ni uspelo kvalificirati na dirko. Na Veliki nagradi Južne Afrike 1967 zaradi prevelikega zaostanka za zmagovalcem ni bil uvrščen, na Veliki nagradi Južne Afrike 1968 je odstopil, na Veliki nagradi Južne Afrike 1970 pa je z dvanajstem mestom dosegel svoj najboljši rezultat v karieri. V sezoni 1971 je nastopil na dveh dirkah, toda obakrat odstopil, v sezoni 1972 na štirih, toda enkrat se mu ni uspelo kvalificirati na dirko, trikrat pa je odstopil. Odstopil je tudi na Veliko nagrado Južne Afrike 1973, na Veliko nagrado Južne Afrike 1974 je bil devetnajsti, na Veliko nagrado Južne Afrike 1975 pa štirinajsti.

## Popolni rezultati Formule 1
(legenda) (odebeljene dirke pomenijo najboljši štartni položaj, poševne pa najhitrejši krog, †-uvrščen kljub odstopu)
| Leto | Moštvo                     | Šasija       | Motor             | 1        | 2       | 3       | 4   | 5   | 6       | 7      | 8       | 9   | 10  | 11  | 12  | 13  | 14  | 15  | Prv | Toč |
| ---- | -------------------------- | ------------ | ----------------- | -------- | ------- | ------- | --- | --- | ------- | ------ | ------- | --- | --- | --- | --- | --- | --- | --- | --- | --- |
| 1965 | Ecurie Tomahawk            | Lotus 20     | Ford Straight-4   | JAR DNPQ | MON     | BEL     | FRA | VB  | NIZ     | NEM    | ITA     | ZDA | MEH |     |     |     |     |     | -   | 0   |
| 1967 | Scuderia Scribante         | Brabham BT11 | Coventry Climax   | JAR NC   | MON     | NIZ     | BEL | FRA | VB      | NEM    | KAN     | ITA | ZDA | MEH |     |     |     |     | -   | 0   |
| 1968 | Scuderia Scribante         | Brabham BT11 | Repco             | JAR Ret  | ŠPA     | MON     | BEL | NIZ | FRA     | VB     | NEM     | ITA | KAN | ZDA | MEH |     |     |     | -   | 0   |
| 1970 | Scuderia Scribante         | Lotus 49C    | Ford Cosworth DFV | JAR 12   | ŠPA     | MON     | BEL | NIZ | FRA     | VB     | NEM     | AVT | ITA | KAN | ZDA | MEH |     |     | 32. | 0   |
| 1971 | Brabham Racing Organiation | Brabham BT33 | Ford Cosworth DFV | JAR Ret  | ŠPA     | MON     | NIZ | FRA |         |        |         |     |     |     |     |     |     |     | -   | 0   |
| 1971 | Team Lotus                 | Lotus 72D    | Ford Cosworth DFV |          |         |         |     |     | VB Ret  | NEM    | AVT     | ITA | KAN | ZDA |     |     |     |     | -   | 0   |
| 1972 | Scuderia Scribante         | Lotus 72D    | Ford Cosworth DFV | ARG      | JAR Ret | ŠPA     | MON | BEL | FRA DNQ | VB Ret | NEM Ret | AVT | ITA | KAN | ZDA |     |     |     | -   | 0   |
| 1973 | Scuderia Scribante         | Lotus 72D    | Ford Cosworth DFV | ARG      | BRA     | JAR Ret | ŠPA | BEL | MON     | ŠVE    | FRA     | VB  | NIZ | NEM | AVT | ITA | KAN | ZDA | -   | 0   |
| 1974 | Scuderia Scribante         | McLaren M23  | Ford Cosworth DFV | ARG      | BRA     | JAR 19  | ŠPA | BEL | MON     | ŠVE    | NIZ     | FRA | VB  | NEM | AVT | ITA | KAN | ZDA | 46. | 0   |
| 1975 | Team McLaren               | McLaren M23  | Ford Cosworth DFV | ARG      | BRA     | JAR 14  | ŠPA | MON | BEL     | ŠVE    | NIZ     | FRA | VB  | NEM | AVT | ITA | ZDA |     | 38. | 0   |